# Accord de Gongota

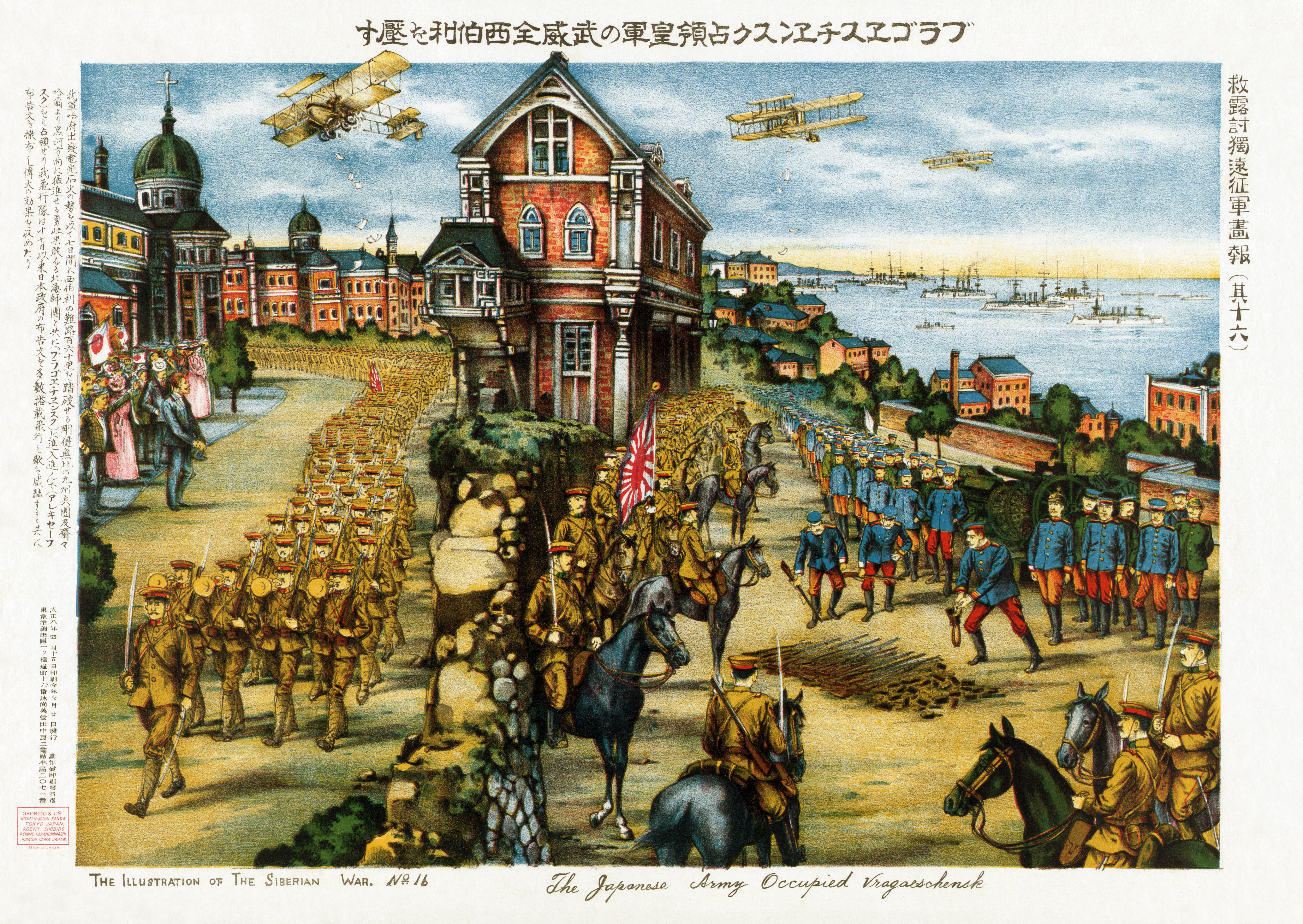
Les troupes japonaises occupent Blagovechtchensk

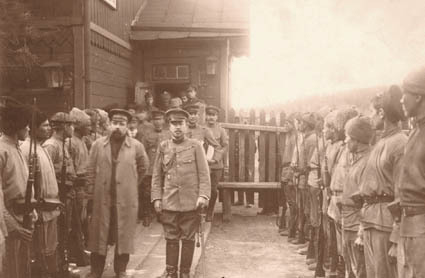
17 juillet 1920 Gare de Gongota, Yasutarou Takayanagi (高柳保太郎), à droite du centre) du Japon et Vladimir Sergueïevich Chatov (Владимир Сергеевич Шатов, à gauche du centre) de la république d'Extrême-Orient.

L'accord de Gongota de 1920 (en russe : Гонготское соглашение, en japonais (緩衝国建設覚書), lit. Mémorandum sur la création d'un État tampon) a été une étape importante dans la guerre civile russe en Transbaïkalie. L'accord a été finalisé à la gare de Gongota le 15 juillet 1920 entre la délégation de la république d'Extrême-Orient (FER) dirigée par Alexandre Krasnochtchiokov et Genrich Eïche et le corps expéditionnaire japonais dirigé par Yui Mitsue. Les exigences de la république d'Extrême-Orient étaient l'évacuation des troupes des Armées blanches de la zone tenue par les forces japonaises et la fin des hostilités entre les Soviétiques et le Japon.
Le processus n'a pas été facile pour les autorités de la république d'Extrême-Orient car les Japonais ont tenté de retarder leur évacuation de la région. Finalement, les Japonais ont accepté de mettre fin aux actions militaires contre les troupes et les partisans de la FER. Une ligne d'interdiction a été créée à l'ouest de Tchita et a aidé la république d'Extrême-Orient à lancer l'opération finale de prise de Tchita.